# منظومة الصواريخ بوك إم 3
«بوك ام3» وتعريف الناتو بـ«ديريفاتسيا».. من أقوى منظومات الدفاع الجوي في روسيا. تعترض صواريخ «توماهوك» وطائرات الشبح بسهولة.
هو نظام صاروخي ذاتي الدفع متوسط المدى، من نظم صواريخ أرض جوو لديه القدرة على مهاجمة أهداف أرضية كذلك والتي طورت وصنعت من قبل روسيا، والهدف من هذه الصواريخ هو صّد ومواجهة صواريخ كروز، والقنابل الذكية، والطائرات ذات الأجنحة الثابتة والدوارة، والطائرات بدون طيار. وطائرات الشبح والصواريخ البالستية والصواريخ الاستراتيجية وأيضاً بوسعها تدمير الهدف على بعد 70 كم وعلى ارتفاع 35 كم.

## التطوير
طورت منظومة بوك إم 3 3 من قبل سابقتها بوك ام 2 فهي الآن تحمل (6 صواريخ بداً من 4) ومزودة بصواريخ متطورة ذات الإقلاع العمودي  وهي أمتداد لعائلة صواريخ سام السوفيتية

## المستخدمون
- روسيا

## مستخدمون محتملون
- العراق
- الجزائر تمتلك 15 منظومة
- إيران
- الهند
- سوريا